# Малштетен
Малштетен (њем. Mahlstetten) општина је у њемачкој савезној држави Баден-Виртемберг. Једно је од 34 општинска средишта округа Тутлинген. Према процјени из 2010. у општини је живјело 743 становника. Посједује регионалну шифру (AGS) 8327033.

## Географски и демографски подаци
Малштетен се налази у савезној држави Баден-Виртемберг у округу Тутлинген. Општина се налази на надморској висини од 879 метара. Површина општине износи 12,2 km². У самом мјесту је, према процјени из 2010. године, живјело 743 становника. Просјечна густина становништва износи 61 становника/km².